# 1820.
1820. je tretje desetletje v 19. stoletju med letoma 1820 in 1829. 